# فهرست فرودگاه‌های سائوتومه و پرنسیپ
این مقاله شامل فهرست فرودگاه‌های سائوتومه و پرنسیپ است که بر پایهٔ مکان قرارگیری آن‌ها مرتب شده است.

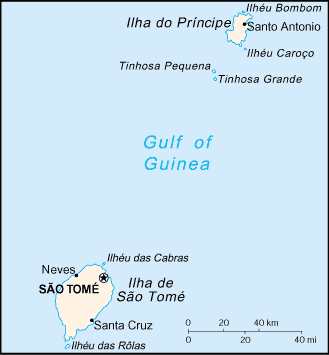
São Tomé and Príncipe

## فرودگاه‌ها
| شهر/شهرک      | استان (جزیره) | ایکائو | یاتا | نام فرودگاه                | مختصات                                                       |
| ------------- | ------------- | ------ | ---- | -------------------------- | ------------------------------------------------------------ |
| Porto Alegre  | São Tomé      | FPPA   | PGP  | فرودگاه پورتو الگره        | ۰۰°۰۲′ شمالی ۰۰۶°۳۱′ شرقی / ۰٫۰۳۳°شمالی ۶٫۵۱۷°شرقی           |
| سانتو آنتونیو | Príncipe      | FPPR   | PCP  | فرودگاه پرینسیپه           | ۰۱°۳۹′۴۶″ شمالی ۰۰۷°۲۴′۴۲″ شرقی / ۱٫۶۶۲۷۸°شمالی ۷٫۴۱۱۶۷°شرقی |
| سائوتومه      | São Tomé      | FPST   | TMS  | فرودگاه بین‌المللی سائوتومه | ۰۰°۲۲′۴۱″ شمالی ۰۰۶°۴۲′۴۴″ شرقی / ۰٫۳۷۸۰۶°شمالی ۶٫۷۱۲۲۲°شرقی |